# Хубайб ибн Ади
Хубайб ибн ‘Адий (араб. خبيب بن عدي‎) — сподвижник исламского пророка Мухаммеда. Был убит язычниками в Мекке после похода ар-Раджиа. Один из первых мучеников в исламе.

## Предыстория смерти
В 625 году несколько человек попросили Мухаммеда отправить им учителей, чтобы те обучили их основам ислама. Однако эти люди были подкуплены двумя кланами племени хузайма, которые стремились отомстить за убийство мусульманами Халида ибн Суфьяна, намеревавшегося напасть на мусульман в Медине. Для достижения своей цели хузаймиты убили мусульман Убив Асима ибн Сабита, Хузайль хотел продать его голову..
Согласно мнению английского востоковеда Уильяма Монтгомери Уотта, наиболее вероятной причиной нападения бану лайяна на мусульман было стремление отомстить за убийство своего вождя. Они подкупили два клана хузаймитов, притворившись, что готовы принять ислам. Уотт также высказал предположение, что семь человек, которых Мухаммед отправил в миссию, возможно, выполняли функции его разведчиков и одновременно наставников для арабских племен. Он отметил, что точная дата убийства их лидера остается неизвестной
Мусульманский учёный Сафиур Рахман Мубаракпури утверждает, что Хубайб ибн Адий был казнён Укбой ибн аль-Харисом в качестве возмездия за убийство его отца, аль-Хариса ибн Амира ибн Науфала.
Мухаммед отдал приказ Амру ибн Умайю ад-Дамри отправиться во главе отряда с целью убить Абу Суфьяна и отомстить за гибель Хубайба бин Ади.

## Смерть
Хубайб ибн Адий был взят в плен, где его сопровождала многочисленная процессия, возглавляемая такими людьми, как Абу Суфьян ибн Харб и Сафван ибн Умайя, а также включавшая Саида ибн Амира.
Женщины и дети привели его к месту казни. Его смерть стала актом мести за потери курайшитов в битве при Бадре. Когда толпа достигла места казни, Хубайб обратился к курайшитам спокойным, но решительным голосом: «Если хотите, дайте мне возможность совершить два раката молитвы перед тем, как умереть». Курайшиты согласились. Хубайб повернулся лицом к Каабе и совершил два раката намаза. Затем он предстал перед курайшитскими вождями и сказал: «Клянусь Аллахом, если бы вы думали, что я молюсь из-за страха перед смертью, то я счел бы эту молитву бесполезной».
Тогда курайшиты начали жестоко мучить Хубайба, разрезая его тело на части, пока он был ещё жив. Затем они спросили его: «Хотели бы ты, чтобы Мухаммед оказался на твоем месте, а ты остался на свободе?» Обливаясь кровью, Хубайб ответил: «Клянусь Аллахом, я предпочту лучше остаться дома, чем позволить хоть одной колючке коснуться Мухаммеда!» Толпа пришла в ярость, и крики усилились: «Убивайте его! Убивайте его!» Хубайб поднял взгляд к небесам, стоя на деревянном кресте и сказал: «О Аллах, передай мое приветствие моему пророку Мухаммаду!» После этих слов на него обрушилось множество мечей и копий, и невозможно было подсчитать, сколько ударов пришлось на его тело.